# کرژاوا
کرژاوا (به صربی: Kržava) یک منطقهٔ مسکونی در صربستان است که در کروپانگ واقع شده‌است. کرژاوا ۸۰۶ نفر جمعیت دارد.